# ピンク・レディー フリツケ完全マスターDVD vol.2
『ピンク・レディー フリツケ完全マスターDVD vol.2』はピンク・レディーの2作目となるDVD BOOK。2004年8月31日に講談社より発売された。DVDの著作・制作は第一興商。

## 解説
『ピンク・レディー フリツケ完全マスターDVD vol.1』に続く作品。
ピンク・レディーのシングル「UFO」から「カメレオン・アーミー」までの振付をピンク・レディー本人たちが映像付で解説しているDVD映像作品。書籍扱いであり、振付解説写真やインタビューなどを載せたブックレットも一体になっている。
収録されている各楽曲の「ショーバージョン」はスタジオ収録のステージ映像としても楽しめる作りになっている。

## DVD収録曲
メニュー画面から各楽曲を選択すると、それぞれ（A）～（G）のサブメニューが用意されている。
1. UFO
  - （A）スーパーベーシックバージョン　＊正面からのショット
  - （B）ショーバージョン　＊ディレクターズ・カット
  - （C）ミーステップバージョン　＊ミーの足元のショット
  - （D）ケイステップバージョン　＊ケイの足元のショット
  - （E）ミラーバージョン　＊反転映像
  - （F）フリツケレッスン　＊2004年当時のピンク・レディーの二人が、会話しながら実際に動いてフリツケを解説。
  - （G）メイキング　＊BGMがカラオケバージョン
2. サウスポー
  - （A）スーパーベーシックバージョン
  - （B）ショーバージョン
  - （C）ミーステップバージョン
  - （D）ケイステップバージョン
  - （E）ミラーバージョン
  - （F）フリツケレッスン
  - （G）メイキング
3. モンスター
  - （A）スーパーベーシックバージョン
  - （B）ショーバージョン
  - （C）ミーステップバージョン
  - （D）ケイステップバージョン
  - （E）ミラーバージョン
  - （F）フリツケレッスン
  - （G）メイキング
4. 透明人間
  - （A）スーパーベーシックバージョン
  - （B）ショーバージョン
  - （C）ミーステップバージョン
  - （D）ケイステップバージョン
  - （E）ミラーバージョン
  - （F）フリツケレッスン
  - （G）メイキング
5. カメレオン・アーミー
  - （A）スーパーベーシックバージョン
  - （B）ショーバージョン
  - （C）ミーステップバージョン
  - （D）ケイステップバージョン
  - （E）ミラーバージョン
  - （F）フリツケレッスン
  - （G）メイキング